# جارد رايت
جارد رايت (بالإنجليزية: Jared Wright)‏ هو مُحرِّر وسياسي أمريكي، ولد في 1982. حزبياً، نشط في الحزب الجمهوري. وقد انتخب عضو مجلس نواب كولورادو.